# ニューヨーク州の法

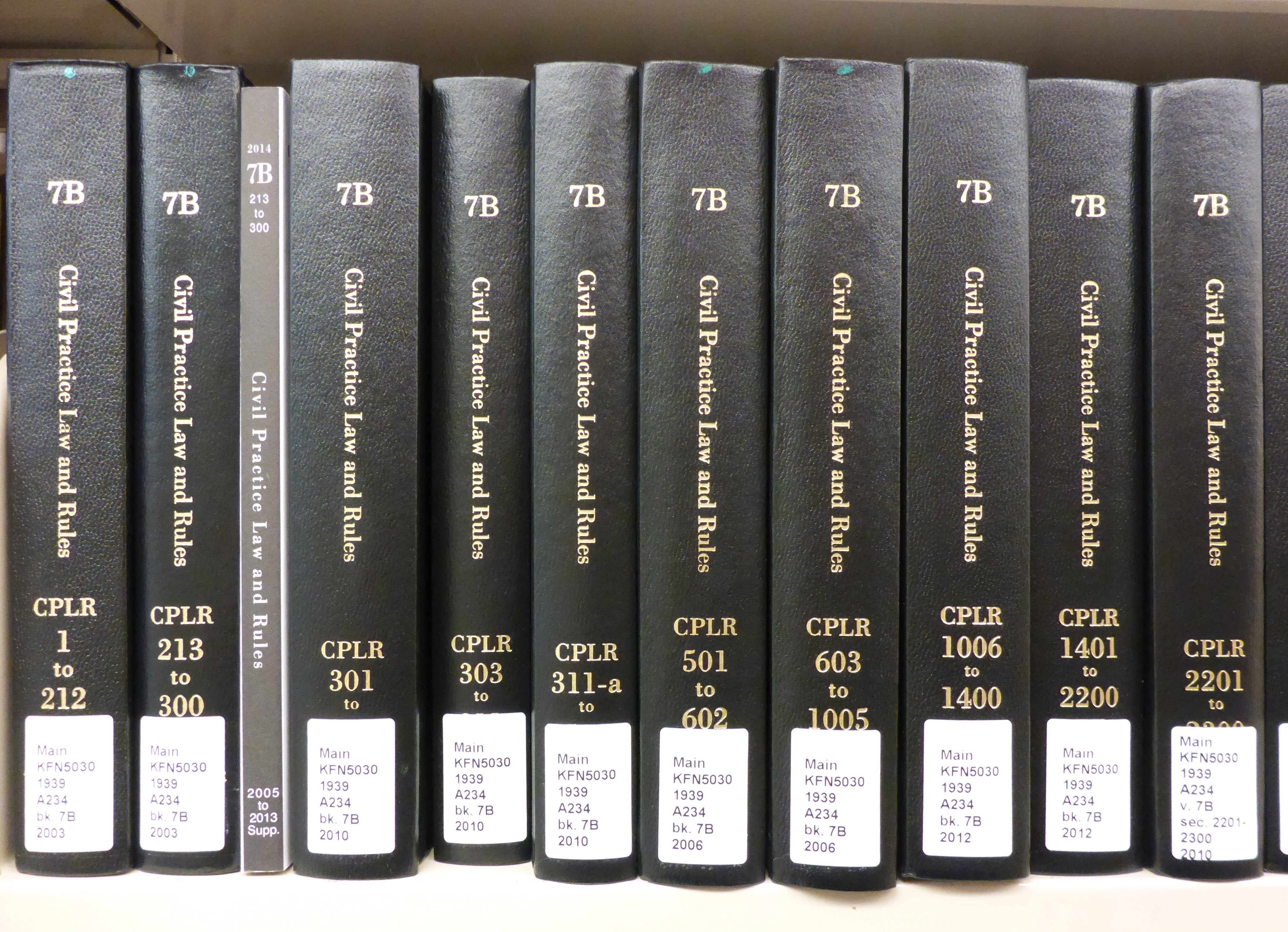
マッキンリーによる注釈付きの統一法典民事法編

ニューヨーク州の法（ニューヨークしゅうのほう）は、州憲法・制定法・判例法・規則などからなる法体系である。制定法は主にニューヨーク州統合法に規定されている。
ニューヨーク州憲法は、同州法の最高法規である。州議会の立法は、法令集上で公布され、ニューヨーク州統合法典に編綴される。州政府機関の規則および規制はニューヨーク州官報上で公布され、例規集に編綴される。ニューヨーク州はコモンロー州であるため、ニューヨーク州上訴裁判所（当州の最上位の裁判所）や最高裁判所控訴部（中間の審級を受け持つ上訴裁判所）の法定意見やメモランダム等は全て公表される。州法が認めるそれぞれの権限の範囲内において、各地方自治体政府は自治体法を、各郡・都市および町は条例を制定できる。

## 州憲法
州および地方自治体の権力はニューヨーク州憲法を礎とする。ただし、州憲法は、アメリカにおける優越的法源である、アメリカ合衆国憲法、連邦法および州間協定の下位に位置する。連邦憲法と同様に、州議会は州上院・下院の二院制とすることが定められている。司法権は州と地方に分配されている。州レベルでは、同州の最下層の一般的な管轄はニューヨーク州最高裁判所が担っている。同裁判所においては4部の控訴部が監督的地位を有し、さらに窮極的な監督権は州上訴裁判所が有する。加えて、市町村は軽微な事案について都市、町および地方裁判所を運営する権限を有する。州の行政権は第一次的にはニューヨーク州知事が有している（連邦政府について合衆国大統領が有するのと同様である。）。連邦政府との重要な相違点として、州憲法により州司法長官と州会計監査官にも直接の授権が行われている。これらのポストは直接選挙により選ばれる（これに対して、連邦政府の類似ポストは合衆国大統領により任命される。）。

## 制定法
州憲法に基づき、ニューヨーク州議会が同州における立法権を有する。州議会の立法は、章ごと（Chapter laws ）または小冊子（Slip laws ）の形で成文化される。各会期における法律案およびこれに対する両院の決議は、会期別法令集としてまとめられ、Laws of New York上で公刊される。
一般法的性質を有する法律の法典化はニューヨーク州統合法典においてなされている。同州においては継続的な法典化（continuous codification ）が行われており、法律案においてはその可決に伴い影響を受けることになる法律または章部が統一法典上明示される。ただし、統一法典は体系立てられてはいるものの、厳密な意味での法典とは異なり、包括的でもなければ専占的なものでもないため、他の法律または判例法を参照することが必要になることが多い。各種の裁判所法など、統一法典に含まれない法律も存在する。統一法典に含まれない法は、典型的にはその地域性ゆえに除外されているものであるが、それがゆえに法的拘束力を否定されるわけではない。
制定法の法解釈にあたっては、立法者の意思や法解釈学などが参照される。

## 行政法
一部の制定法による授権に基づき、州政府機関および裁判所は大量の規則や規制を制定している（委任立法）。州政府機関の規則および規制はニューヨーク州官報上で公布され、例規集（NYCRR）に編綴される。州行政機関による決定、意見および審決も多数存在する。これらは総称して行政法規と称される。

## 判例法
ニューヨーク州上訴裁判所の裁判は他の全ての裁判所に対して拘束力を有すると共に、上訴裁判所自身にとっても後の事件において参考となる先例（persuasive authority ）となる。州最高裁判所控訴部の裁判は下位の裁判所を拘束するとともに、州上訴裁判所および州最高裁判所控訴部の他の部門にとっても参考となる先例となる。第一審裁判所（trial courts ）は、自身の属する控訴部の判例が存在しない場合には、他部の判例に拘束される。控訴部に属しない最高裁判所裁判官が規定により扱った上訴事件（最高裁判所控訴開廷期、Supreme Court, Appellate Term）の裁判も、該当する裁判所において拘束力を有する。 第一審裁判所の裁判が公表された場合は、他の全ての裁判所にとって参考となる先例となる。
e提出システムであるニューヨーク州裁判所電子ファイリングシステム（NYSCEF）が運用されている。
<i>New York State Law Reporting Bureau</i>が発行する<i>New York State Reporter</i>紙が公式の判例公報であり、上訴裁判所および最高裁判所控訴部の全ての意見、メモランダムおよび決定の提供を受け、公表することが義務付けられている。第一審裁判所および最高裁判所控訴開廷期の意見も、選別の上Miscellaneous Reportsにおいて公表される。最新の決定は「3d 」という識別符号が付される（例えば、第二審まではN.Y.3d、上訴裁判所判例はA.D.3d、下級審裁判例はMisc. 3d）。下級裁判所の意見は選別の上New York Law Journalにおいて公刊される。

## 自治体法
ニューヨーク州の地域行政単位としては郡、都市、町および村が存在し、それぞれに法人格と政府組織がある（ただしニューヨーク市にはニューヨーク市政府のみが存在し、郡、町および村の政府は存在しない）。選挙による議会の設置権および自治体法の制定権は、州憲法が列挙する地域政府の権限の一部として認められている。郡、都市および町は法律に加え条例を制定することもできる。自治体法は、一部例外と制限があるものの、州議会の立法による制定法と同等とされ、古い形態の地域立法（条例、決議、規則および規制など）に優越する。
各地域政府（郡など）は、地域法の公報に用いる高級新聞を指定しなければならない。州務長官がLaws of New York およびオンラインでの公報を担当する。地域法は、決められた様式に従って州務長官に上申されるまで効力を有しない。
ニューヨーク市に関していえば、法典化された自治体法はNew York City Administrative Codeに29編に分けて編綴され、公布された市の規則はNew York City Rulesに71編に分けて編綴され、毎日（法定の休日を除く。）発行されるニューヨーク市官報が市の政府公報として市政府機関が発した法的通知の公報を担っている。

## 注釈書

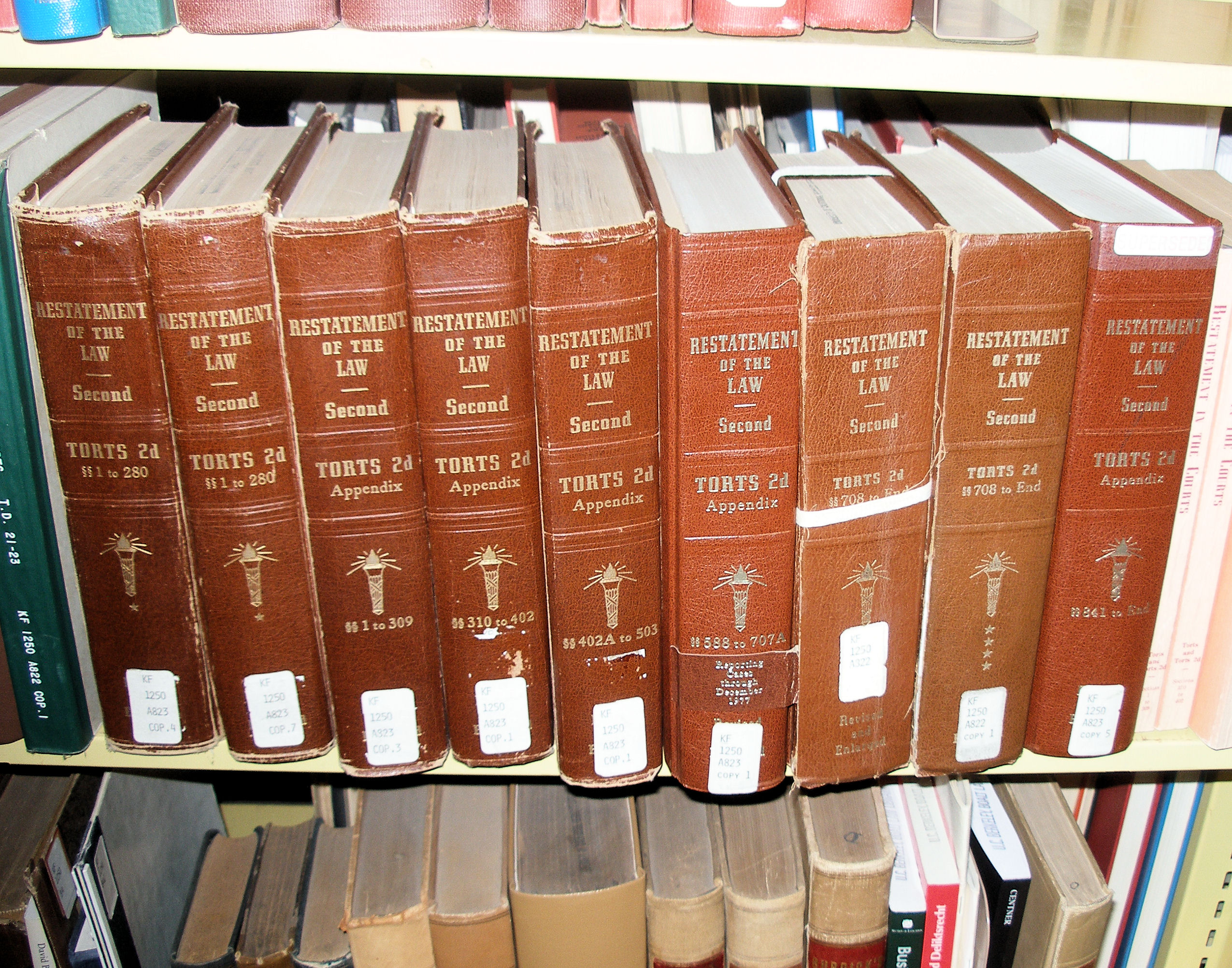
不法行為法リステイトメント第2版 - コモンロー上の一般的な不法行為原則についてまとめた影響力のある注釈書。